# Roche du Bachat
La roche du Bachat est un sommet situé dans le Massif central. Il s'élève à 1 423 mètres d'altitude au sein du massif du Mézenc. 

## Toponymie
La roche du Bachat est aussi appelée mont Chirou, du patois local Chirou « pierrier »[réf. nécessaire].

## Géographie
Entouré par la forêt domaniale de Mézenc, il s'agit d'un suc volcanique se trouvant sur la commune de Freycenet-la-Cuche dans le département de la Haute-Loire.